# Elbertzhagerhäuschen
Elbertzhagerhäuschen ist ein Wohnplatz in Hückeswagen im Oberbergischen Kreis im Regierungsbezirk Köln in Nordrhein-Westfalen (Deutschland).

## Lage und Verkehrsanbindung
Elbertzhagerhäuschen liegt im südlichen Hückeswagen unmittelbar an der Grenze zu Wipperfürth am Rande des Wald- und Naherholungsgebiets Mul. Es bildet mit dem Wipperfürther Ortsteil Elbertzhagen einen gemeinsamen Ortsbereich, ist aber durch die Stadtgrenze von diesem getrennt. Weitere Nachbarorte sind Altenholte, Neuenholte, Sohl, Grünestraße, Röttgen, Posthäuschen und Wipperfürth-Arnsberg. Neuenholte ist über eine Verbindungsstraße erreichbar, die bei Altenholte von der Kreisstraße K5 abzweigt und zur Bundesstraße 506 bei Wipperfürth-Schniffelshöh führt.
Die Hofschaft liegt auf der Wasserscheide zwischen Wupper und Dhünn. Im Ort befindet sich ein Feuerwehrhaus.

## Geschichte
Elbertzhagerhäuschen ist bereits auf der Topographischen Aufnahme der Rheinlande von 1824 unter diesem Namen eingezeichnet.
1815/16 lebten fünf Einwohner im Ort. 1832 gehörte Elbertzhagerhäuschen der Großen Honschaft an, die ein Teil der Hückeswagener Außenbürgerschaft innerhalb der Bürgermeisterei Hückeswagen war. Der laut der Statistik und Topographie des Regierungsbezirks Düsseldorf als Wirthshaus kategorisierte Ort besaß zu dieser Zeit ein Wohnhaus. Zu dieser Zeit lebten sechs Einwohner im Ort, allesamt evangelischen Glaubens.

## Wander- und Radwege
Folgende Wanderwege führen durch den Ort:
- Der Ortswanderweg ━ von Purd zur Wiebach-Vorsperre
- Der Ortsrundwanderwege A1, A3 und A4 (Mul/Purd)